# LCMT1
LCMT1 (англ. Leucine carboxyl methyltransferase 1) – білок, який кодується однойменним геном, розташованим у людей на короткому плечі 16-ї хромосоми. Довжина поліпептидного ланцюга білка становить 334 амінокислот, а молекулярна маса — 38 379.
| 10         |  | 20         |  | 30         |  | 40         |  | 50         |
| ---------- |  | ---------- |  | ---------- |  | ---------- |  | ---------- |
| MATRQRESSI |  | TSCCSTSSCD |  | ADDEGVRGTC |  | EDASLCKRFA |  | VSIGYWHDPY |
| IQHFVRLSKE |  | RKAPEINRGY |  | FARVHGVSQL |  | IKAFLRKTEC |  | HCQIVNLGAG |
| MDTTFWRLKD |  | EDLLPSKYFE |  | VDFPMIVTRK |  | LHSIKCKPPL |  | SSPILELHSE |
| DTLQMDGHIL |  | DSKRYAVIGA |  | DLRDLSELEE |  | KLKKCNMNTQ |  | LPTLLIAECV |
| LVYMTPEQSA |  | NLLKWAANSF |  | ERAMFINYEQ |  | VNMGDRFGQI |  | MIENLRRRQC |
| DLAGVETCKS |  | LESQKERLLS |  | NGWETASAVD |  | MMELYNRLPR |  | AEVSRIESLE |
| FLDEMELLEQ |  | LMRHYCLCWA |  | TKGGNELGLK |  | EITY       |  |            |

A: Аланін

C: Цистеїн

D: Аспарагінова кислота

E: Глутамінова кислота

F: Фенілаланін

G: Гліцин

H: Гістидин

I: Ізолейцин

K: Лізин

L: Лейцин

M: Метіонін

N: Аспарагін

P: Пролін

Q: Глутамін

R: Аргінін

S: Серин

T: Треонін

V: Валін

W: Триптофан

Кодований геном білок за функціями належить до трансфераз, метилтрансфераз. 
Задіяний у такому біологічному процесі, як альтернативний сплайсинг. 
Білок має сайт для зв'язування з S-аденозил-L-метіоніном. 